# Subterráneo Records
Subterráneo Records fue un sello discográfico español fundado en Valencia en el año 1996.

## Versión 1.0
La primera etapa del sello, comprendida entre 1996 y 1998, es un periodo basado principalmente en la autoedición de los propios artistas que conforman el catálogo de Subterráneo Records. La distribución para todo el estado español corrió, inicialmente, a cargo de Distrimusic y, posteriormente, Locomotive Music. Con más de 40 referencias publicadas, sigue siendo el sello discográfico independiente más prolífico de la Comunidad Valenciana. Entre sus artistas destacados figuran Morgana vs Morgana, Benito Kamelas, Transfer, Gigatron, Jah Macetas y El Rumbero Jamaicano, Arkada, Felpudo Tos, Huevos Duros, Los Incatalogables y Yo, Nereida, Mak y Los Desertores, Los Morcillos, Antídoto, M y Railes.

## Versión 2.0
Mayo de 2014 supone el regreso a la actividad de Subterráneo Records con la curiosa leyenda de "compañía discográfica sin ánimo de lucro". Reeditan todo el material de Huevos Duros y, también, el LP De espías, policías y ladrones... de los Cómplices valencianos ahora bajo el nombre artístico de 3Cómplices. Todos estos trabajos son distribuidos únicamente en formato digital, pero con nuevas gráficas y nuevas masterizaciones. En junio de 2015 lanzan el vinilo Aviso: se lee 3Cómplices, un 12" a 45 RPM de 3Cómplices. Su fundador, Manolo Rock Aguilar, decide poner fin al proyecto en diciembre de 2018.

## Discografía

### v 1.0 (1996 - 1998)
- All Sex Picken. Uno. ANTCD24
- Antídoto. Esclavo de nada.[8] ANTCD2
- Arkada. Arkada.[8] ANTCD5
- Benito Kamelas. Qué más da.[9] ANTCD26
- Blasfemia. ¿Ser militar para qué?. ANTCD27
- Ceremonia. Pasión infernal. ANTCD28
- Casa de Locos. Cosa de locos. ANTK2
- Cómplices. KK for yu. ANTK1
- Delegación Malva. Con un poco de maldad.[8] ANTCD31
- El Agente Naranja. Error. ANTCD38
- Eléctrica Malatesta. Piedrazul.[8] ANTCD29
- Felpudo Tos. Tos felpudo.[10] ANTCD23
- Gigatron. Huracanes del metal. ANTK4
- Haros. Haros. ANTCD41
- Huevos Duros. El sistema te quiere sano, quedan muchos cerdos por engordar.[8] ANTCD3
- Huevos Duros. Grandes éxitos de la humanidad.[8] ANTCD25
- Los Incatalogables y Yo. Ayuda.[11] ANTCD7
- Jah Macetas y el Rumbero Jamaicano. Clásicos del Reggae, vol. 1.[12] ANTCD13
- Jah Macetas con Julio Fari & Rebel Killer. Dub incorrupto. ANTCD14
- Jah Macetas con Barón Dandy, Rebel Killer & friends. Fallas 98, dub explosion. ANTCD30
- Kromosoma. Kromosoma.[8] ANTCD39
- Lingam. Time to sleep. ANTCD21
- Los Morcillos. Los muertos estamos vivos.[8] ANTCD33
- M. Mº 1. ANTCD17
- M. Un juego de ti. ANTCD37
- Mak y Los Desertores. Jugando con el diablo.[13] ANTCD32
- Mal Aliento. Gritos de odio.[8] ANTCD9
- Malpaso. Malpaso.[8] ANTCD18
- Morgana Vs Morgana. Luz visión 3.57. ANTCD4
- Nereida. Nereida.[8] ANTCD36
- Panxo Barrera. Moscú Petushkí.[8] ANTCD11
- Railes. Blues.[14] ANTCD19
- Saturados. Víctimas. ANTCD12
- Stereohate. Stereohate. ANTK5
- The Witches. In. ANTCD35
- Transfer. La gran mentira.[15] ANTCD10
- Transfer. Años de rock and roll y de malos momentos.[16] ANTCD15
- UHF. UHF.[8] ANTCD22

Recopilatorios
- Varios Artistas. Radio Funny, 10 años independientes.[17] ANTCD6
- Varios Artistas. Fancomic Nº 0'99999.[18] ANTCD8
- Varios Artistas. Miss Perú / Zoomcuna / Noid.[8] ANTCD16
- Varios Artistas. Duro despegue, canciones desde la caja negra.[19] ANTCD20
- Varios Artistas. Estación 2.[8] ANTCD40
- Varios Artistas. La Filoxera. ANTCD42

### v 2.0 (2014 - )
- 3Cómplices. Aviso: se lee 3Cómplices.[20] SR-01
- 3Cómplices. De espías, policías y ladrones.... ANT01
- Huevos Duros. Segundo lustro Ep. SUB001
- 3Cómplices. La Tragedia. [21] SR-02